# General Electric LMS100
General Electric LMS100 velja za največjo aeroderivativno plinski turbino. Prav tako dosega največji izkoristek pri ISO pogojih in sicer kar 46 odstotkov. V enem ciklu razvije 103 MW izhodne moči, z uporabo parnega cikla pa še 10-15% več. V tem primeru se celotni izkoristek poveča na 53,8% procentov. . Pretok kompresorja pri LMS100 znaša 209 kg v sekundi. LMS uporablja vmesni hladilnik (intercooler) pred visokotlačnim kompresorjem, ki zniža vstopno temperaturo v zgorevalno komoro za 140 stopinj Celzija. Zaradi nižje temperature ima tlačno razmerje kar 42:1. 
Zgorevalna komora je lahko anularna, ki uporablja vodno paro za zmanjševanje emisij NOx in UHC do 25 ppm. Lahko pa uporablja večprekatno zgorevalno komoro, ki ravno tako doseže 25 ppm vendar brez uporabe vodne pare. Slednja uporablja tehnologijo DLE2 (Dry Low Emissions 2), to pomeni specialno grajeno zgorevalno komoro za čim bolj optimalno zgorevanje. Emisije so odvisne od stohiometričnega razmerja in t. i. residence time, to je čas, ki ga mešanica gorivo zrak preživi v zgorevalni komori. Nizek residence time pomeni manj emisij NOx vendar se lahko povečajo emisije CO in UHC. Zgorevalna komora je narejena tako, da ne dopušča najvišjih temperatur, ki bi lahko nastale, saj NOx emisije rastejo eksponentno z višanjem temperature. Pri 1900K je po raziskavah približno dvakrat več emisij kot pri 1800K temperaturi zgorevanja. Velja omeniti da zgorevanje pri 1800K je še vedno dosti več, kot lahko prenesejo materiali iz katerih je grajena visokotlačna turbina. Visoke temperature pa niso problem za zgorevalno komora, ki strogo nadzira potek plamena in ima hlajene stene komore. 
Visokotlačna turbina uporablja najnovejše tehnologije aeroderivativnih turbin. Grajena je na osnovi CF6-80C2 in -80E. Pri tem bi omenil, da je izhodna moč turbine LMS100 trikrat do štrikrat večja od turbine LM2500 oziroma LM2500+ in dvakrat večja od LM6000 (ki razvije 60000 konjskih sil), čeprav vse naštete turbine bazirajo na jedru motorja CF6. General Electric sicer proizvaja močnejši letalski motor GE90, ki z 90000 do 125000 lbf prekaša CF6 (40000 do 72000 lbf), vendar se jedro tega motorja zaenkrat ne uporablja na aeroderivativnih turbinah. 
Prosta turbina pri LMS100 se lahko vrti z 3000 ali 3600 obrati, kar je ustrezno za generiranje električnega toka frekvence 60 Hz (3600) ali 50 HZ (3000). Hitrovrteča verzija se vrsti z 6100 obrati. Modularna zgradba omogoča lažjo zamenjavo poškodovanih delov

## Primerjava z industrijskimi plinskimi turbinami
Industrijski turbini  General Electric 9H series in Siemens SGT5-8000H, ki imata obe izkoristek 60% z uporabo dodatnega parnega cikla. Slednji turbini imata sicer manjši izkoristek v enem ciklu, kot ga ima LMS 100, vendar z uporabo parnega cikla imata večji skupni izkoristek. Industrijski turbini uporabljata nižje tlačno razmerje in večje izhodne temperature (EGT) za generiranje pare. Tako proizvaja Siemensova turbina okrog 340 MW v enem ciklu in dodatnih 180MW v parnem, torej skupaj 520MW. GE 9H uporablja tlačno razmerje 23:1 s pretokom kar 686 kg na sekundo in prav tako razvija 520 MW. Obe industrijski turbini za razliko od trigredne izvedbe LMS 100 uporabljata samo eno gred.

## Specifikacije
- Moč: 103612 kW (103 MW)
- Toplotni pretok: 8195 kJ/kWh
- Izkoristek: 46 % (nizka kurilna vrednost)
- Tlačno razmerje: 42
- Masni pretok: 213,18 kg/s
- Hitrost izhodne turbine: 3000 ali 3600 obratov na minuto (za 50 ali 60 Hz)